# Camponotus reburrus
Camponotus reburrus is een mierensoort uit de onderfamilie van de schubmieren (Formicinae). De wetenschappelijke naam van de soort is voor het eerst geldig gepubliceerd in 2012 door Media:MacKay & Barriga 2012.pdf| Mackay.